# Гребля Хірфанли
Гребля Хірфанли (тур. Hirfanlı Barajı) - кам'яно-накидна гребля і ГЕС на річці Кизил-Ірмак, на межі провінцій Киршехір та Анкара, Туреччина. Утворює велике водосховище площею 263 км², що було найбільшим у Туреччині до заповнення водосховища Кебан.
Гребля зведена у 1953-1959 роках і має 78 м заввишки. Провідною метою будівництва цієї греблі було виробництво електроенергії, іригація, регулювання паводків та рибальство.
ГЕС має встановлену потужність 128 МВт. Середнє річне виробництво становить 400 млн кВт·год.

## Ресурси Інтернету
- Satellitenansicht der Staumauer [Архівовано 14 липня 2014 у Wayback Machine.]
- Webseite der Provinz Kırşehir
- Webseite des Betreibers [Архівовано 29 червня 2016 у Wayback Machine.]